# Canadian Vickers Vedette
Dimensions
Le Canadian Vickers Vedette était l'un des  premiers hydravions conçu et construit au Canada . Il s'agissait d'un hydravion biplan monomoteur, développé pour la Royal Canadian Air Force (RCAF), idéal pour les missions de surveillance forestière et de prévention des incendies.

## Conception et développement fil de la
Le Canadian Vickers Vedette a été conçu pour répondre aux besoins spécifiques des conditions canadiennes, en tant qu'hydravion biplan monomoteur destiné aux missions de surveillance forestière et de prévention des incendies. Le développement a été dirigé par Wilfrid Thomas Reid (en) .
Le Canadian Vickers Vedette est  conçu  avec un développement mené sur une étude préliminaire de R.K. Pierson (en), pour la Royal Canadian Air Force qui cherchait un hydravion biplan monomoteur plus petit et doté d'un meilleur taux de montée que le Vickers Viking (en).

## Historique
- 4 novembre 1924 : Premier vol du Canadian Vickers Vedette.
- 1925 : Introduction officielle du Vedette en service dans la Royal Canadian Air Force (RCAF).
- 1924-1930 : Période de production du Vedette, avec un total de 60 appareils construits (plus deux répliques).
- 1925-1941 : Utilisation active du Vedette pour des missions de surveillance forestière, de cartographie et de photographie aérienne, en grande partie pour des opérations civiles au Canada.
- 1941 : Retrait du Vedette du service opérationnel.

## Canadian Techniques
- Type : Amphibie pour aviation générale et relevés aériens
- Fabricant : Canadian Vickers
- Concepteur : Wilfrid Thomas Reid (en) (étude préliminaire par R.K. Pierson (en))
- Premier vol : 4 novembre 1924
- Introduction en service : 1925
- Retrait : 1941
- Statut : Retiré
- Utilisateur principal : Royal Canadian Air Force
- Autres utilisateurs : Ontario Provincial Air Service (en), Manitoba Government Air Services (en), Servició de Aviación Militar de Chile (en)
- Période de production : 1924 – 1930
- Nombre construit : 60 (plus deux répliques)
- Coût unitaire : 15 000 $ (sans moteur)
- Moteur : 1 moteur Wright R-975 Whirlwind à 7 cylindres en étoile
- Configuration : Hydravion biplan
- Dimensions :
- Longueur : 10,67 m
- Envergure : 13,11 m
- Hauteur : 3,38 m
- Surface alaire : 43,2 m²

- Poids à vide : 1,48 tonnes
- Poids maximal au décollage : 2,27 tonnes
- Vitesse maximale : 160 km/h
- Vitesse de croisière : Non spécifiée
- Plafond de service : 4 572 m
- Autonomie : 480 km
- Rôle : Surveillance forestière, relevés topographiques, photographie aérienne